# ハートリー＝フォック方程式
ハートリー＝フォック方程式（ハートリーフォックほうていしき、英: Hartree–Fock equation）は、多電子系を表すハミルトニアンの固有関数（波動関数）を一個のスレーター行列式で近似（ハートリー＝フォック近似）した場合に、それが基底状態に対する最良の近似となるような（スピンを含む）1電子分子軌道の組を探し出すための方程式である。ウラジミール・フォックによって導かれた。分子軌道法の基本となる方程式である。
ハートリー＝フォック方程式(次の式は厳密には正準ハートリー＝フォック方程式だが単にハートリー＝フォック方程式と呼ばれることが多い)
{\displaystyle -{\frac {1}{2m}}\nabla ^{2}\varphi _{i}(x)+V_{H}(x)\varphi _{i}(x)-\int \mathrm {d} yV_{E}(x,y)\varphi _{i}(y)=\epsilon _{i}\varphi _{i}(x)}
は、{\displaystyle \{\varphi _{i}\}}の近似的な解が与えられた場合、方程式中の{\displaystyle \{\varphi _{i}\}}置換することで方程式
{\displaystyle {\hat {F}}\psi =\epsilon _{i}\psi }
が誘導される。すなわちこの方程式の{\displaystyle {\hat {F}}}には固有関数{\displaystyle \psi }は含まれず、普通の固有値方程式として解くことが出来る。
これにより得られた解を近似解として適用し再帰的に解く事で、多電子系のフェルミ粒子（この場合は電子）全体の作る平均場と、その中で一粒子運動をするフェルミ粒子の波動関数を自己無撞着に決定することができる（SCF法）。

## ハートリー＝フォック方程式

### 近似
ハートリー＝フォック法では大きく4つの近似をする。
- ボルン–オッペンハイマー近似を適用する。すなわち、本来ならば分子の原子核と電子それぞれの座標についての関数である分子全体の波動関数を、原子核座標は不変とし電子のみの座標の関数とみなす。
- 相対論の効果は無視し、運動量演算子は非相対論的なものと仮定する。
- それぞれのエネルギー固有関数（定常状態のシュレーディンガー方程式の解）は1つのスレイター行列式で記述できると仮定する。
- 平均場近似を適用する。つまりある1つの電子が受ける相互作用の大きさは、その電子の位置のみに依存し、他の電子の位置には依存しない。この仮定から外れることによる効果、つまり電子相関は、反平行スピンどうしの電子では無視されるが、平行スピンどうしの電子では考慮される。[1][2] （電子相関と「電子の交換」を混同しないように。電子の交換相互作用はハートリーフォック法で考慮されている。）[2]

最後の2つの近似を仮定しないことによって、多くのポスト-ハートリー-フォック法が作られている。

### スレーター行列式の導入
N個のフェルミオン系を考える。分子全体の波動関数を1つのスレーター行列式とし、時間依存しないシュレーディンガー方程式に代入すると、エネルギーは次のように書ける。
{\displaystyle E=\sum _{i=1}^{N}\int \mathrm {d} x\varphi _{i}^{*}(x)\left(-{\frac {1}{2m}}\nabla ^{2}\right)\varphi _{i}(x)+{\frac {1}{2}}\sum _{i,k=1}^{N}\int \mathrm {d} x\mathrm {d} y\varphi _{i}^{*}(x)\varphi _{k}^{*}(y)v(x-y)\left(\varphi _{i}(x)\varphi _{k}(y)-\varphi _{i}(y)\varphi _{k}(x)\right)}

### ラグランジュの未定乗数法
これを一粒子波動関数{\displaystyle \varphi _{i}^{*}(x)}で変分する。つまり{\displaystyle \varphi _{i}^{*}(x)}が規格直交化されており、かつ最低のエネルギーをとるようものを、ラグランジュの未定乗数法などで探すことで、以下のハートリー＝フォック方程式を得る。
{\displaystyle -{\frac {1}{2m}}\nabla ^{2}\varphi _{i}(x)+V_{H}(x)\varphi _{i}(x)-\int \mathrm {d} yV_{E}(x,y)\varphi _{i}(y)=\sum _{j=1}^{N}\epsilon _{j,i}\varphi _{j}(x)}
ここで、
{\displaystyle \varphi _{i}(x)\ }　：一粒子波動関数
{\displaystyle V_{H}(x)\equiv \int \mathrm {d} y\sum _{k=1}^{N}v(x-y)|\varphi _{k}(y)|^{2}}　：ハートリーポテンシャル
{\displaystyle V_{E}(x,y)\equiv \sum _{k=1}^{N}v(x-y)\varphi _{k}(x)\varphi _{k}^{*}(y)}　：フォックポテンシャル
フォックポテンシャルは、波動関数の反対称化が必要なフェルミオン多体系に特有のものであり、ボソン多体系の平均場を求める方程式（グロス・ピタエフスキー方程式と呼ばれている）には存在しない。

## 正準ハートリー＝フォック方程式
ハートリー＝フォック方程式の解をユニタリ変換したものも、ハートリー＝フォック方程式の解になっている。よってユニタリ変換をどのように選ぶかによって、いろいろな解の表現の仕方がある。そこで、ユニタリ変換後のハートリー＝フォック方程式の未定乗数({\displaystyle \epsilon _{j,i}})が対角形({\displaystyle \epsilon _{j,i}=\delta _{i,j}\epsilon _{i}})になるようなユニタリ変換を選んで表したものを正準ハートリー＝フォック方程式 (canonical Hartree-Fock equation) と呼ぶ。
正準ハートリー＝フォック方程式は、フォック演算子の固有値方程式である。つまり固有値としてスピン軌道エネルギー εi、それに属する固有関数としてスピン軌道 {\displaystyle \varphi _{i}}をもつ固有値方程式である。
{\displaystyle {\hat {F}}\varphi _{i}=\epsilon _{i}\varphi _{i}}
フォック演算子
{\displaystyle {\hat {F}}\equiv {\hat {h}}+\sum _{j=1}^{n}({\hat {J}}_{j}-{\hat {K}}_{j})}
核–一電子ハミルトニアン
{\displaystyle {\hat {h}}\equiv -{\frac {1}{2}}\nabla _{i}^{2}-\sum _{A=1}^{N}{\frac {Z_{A}}{r_{iA}}}}
註）第一項は i 番目の電子の運動エネルギー、第二項は原子核-電子間の引力のポテンシャルエネルギーを表す。
クーロン演算子
{\displaystyle {\hat {J}}_{j}(1)\varphi _{i}(1)\equiv \int \varphi _{j}^{*}(2)\varphi _{j}(2){\frac {1}{r_{12}}}\varphi _{i}(1)\,\mathrm {d} {\boldsymbol {x}}_{2}}
註）位置 x2 にある一個の電子が χj で表される一個の電子から感じる平均的なポテンシャルを表す。
交換演算子
{\displaystyle {\hat {K}}_{j}(1)\varphi _{i}(1)\equiv \int \varphi _{j}^{*}(2)\varphi _{i}(2){\frac {1}{r_{12}}}\varphi _{j}(1)\,\mathrm {d} {\boldsymbol {x}}_{2}}
交換演算子は古典的解釈のできない演算子であり、単にスレーター行列式のアーティファクトである。つまり、区別が付かない電子に番号を付けたため、パウリの原理が要請する反対称性を満たす波動関数としてスレーター行列式を導入したことが原因で生じている。なお、クーロン項（ハートリーポテンシャル）中に存在する電子とそれ自身との「自己相互作用」は交換（フォック）ポテンシャル中にも存在するため打ち消される。
ここで、x は電子の空間座標 r とスピン座標 ω をまとめた空間スピン座標、
{\displaystyle \varphi _{j}(1)=\varphi _{j}({\boldsymbol {x}}_{1})=\varphi _{j}({\boldsymbol {r}}_{1},\omega _{1})}
である。

## 解法
ハートリー＝フォック方程式はこのままの形では解くことが難しい。そこで通常は求めるスピン軌道を既知の基底関数の組で展開し行列方程式の形へ変換して解く。
→ハートリー–フォック–ローターン方程式、ポープル–ネスベット方程式
いずれにしろ、フォック演算子のうちクーロン演算子と交換演算子が求めようとしているスピン軌道を含むため、つじつまの合った場の方法（自己無撞着場の方法あるいはSCF法とも呼ばれる）によって解く。

## 解の解釈
電子の出入りによって分子軌道が変化しないと仮定する。ハートリー＝フォックエネルギー{\displaystyle E[N]}から、k番目の電子が抜き取られた後のN−1電子系のエネルギー{\displaystyle E[N-1]}を引くと{\displaystyle \varepsilon _{k}}となり、{\displaystyle -\varepsilon _{k}}は電子を抜き取るために必要なエネルギー、つまりイオン化エネルギーの意味を持つ（クープマンズの定理）。したがって、ハートリー＝フォック方程式の未定乗数 εi は分子軌道のエネルギーと解釈することができる。しかし、ハートリー＝フォックのエネルギーは εi の総和ではないことに留意すべきである。